# 春雄の唄/かけがえのない人
「春雄の唄/かけがえのない人」（はるおのうた/かけかえのないひと）はサブイボマスク（ファンキー加藤）のLoppi限定販売CDである。ドリーミュージックから2016年5月26日に限定で発売された。2016年6月15日に配信開始された。映画 サブイボマスクの劇中歌である。後に2016年11月2日に発売の2ndアルバム「Decoration Tracks」の初回限定盤(B)のボーナストラックとして収録されているが、アルバムバージョンでの収録である。

## 収録曲
1. 春雄の唄 [4:19]
作詞・作曲 ファンキー加藤/田中隼人
映画 ｢サブイボマスク｣ 劇中歌
2. かけがえのない人 [5:08]
作詞・作曲 ファンキー加藤/川村結花
映画 ｢サブイボマスク｣ 劇中歌